# Vallby socken, Skåne
Vallby socken i Skåne ingick i Järrestads härad, uppgick 1969 i Simrishamns stad och området ingår sedan 1971 i Simrishamns kommun och motsvarar från 2016 Vallby distrikt.
Socknens areal är 19,22 kvadratkilometer varav 19,09 land. År 2000 fanns här 348 invånare. Orten Glimminge, Glimmingehus samt kyrkbyn Vallby med sockenkyrkan Vallby kyrka ligger i socknen.

## Administrativ historik
Socknen har medeltida ursprung.
Vid kommunreformen 1862 övergick socknens ansvar för de kyrkliga frågorna till Vallby församling och för de borgerliga frågorna bildades Vallby landskommun. Landskommunen uppgick 1952 i Hammenhögs landskommun som 1969  uppgick i Simrishamns stad som 1971 ombildades till Simrishamns kommun. Församlingen uppgick 2002 i Hammenhögs församling.
1 januari 2016 inrättades distriktet Vallby, med samma omfattning som församlingen hade 1999/2000.  
Socknen har tillhört län, fögderier, tingslag och domsagor enligt vad som beskrivs i artikeln Järrestads härad. De indelta soldaterna tillhörde Södra skånska infanteriregementet, Ingelsta kompani och Skånska dragonregementet, Borreby skvadron, Svabeholms kompani.

## Geografi
Vallby socken ligger sydväst om Simrishamn. Socknen är en mjukt kuperad odlingbygd.

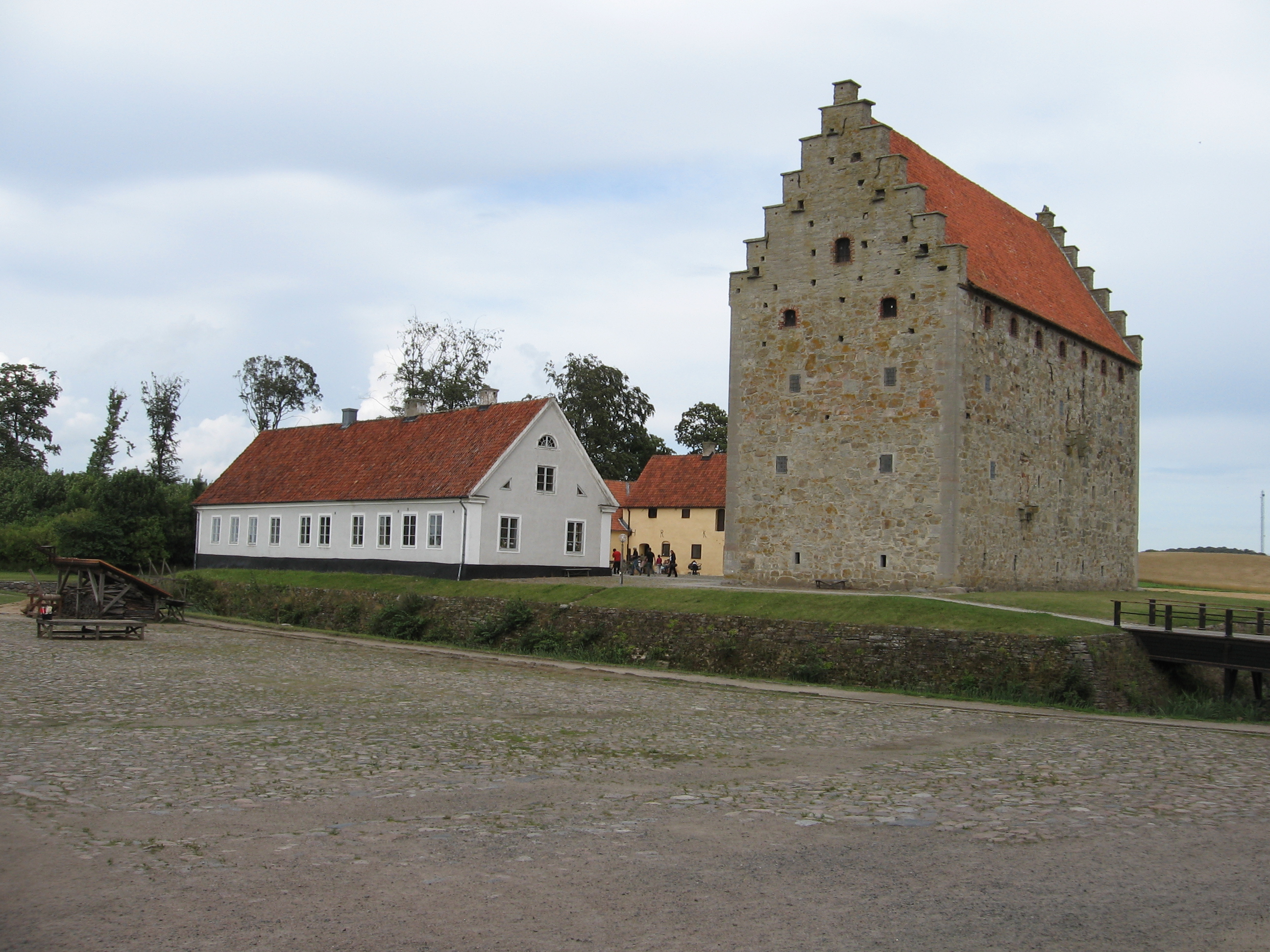
Glimmingehus

## Fornlämningar
Två boplatser från stenåldern är funna. Från bronsåldern finns rester av gravhögar.

## Namnet
Namnet skrevs 1145 Walby och kommer från kyrkbyn. Förleden innehåller vall, 'slät, gräsbevuxen mark'. Efterleden är by, 'gård; by'..